# Abendmahl Jesu

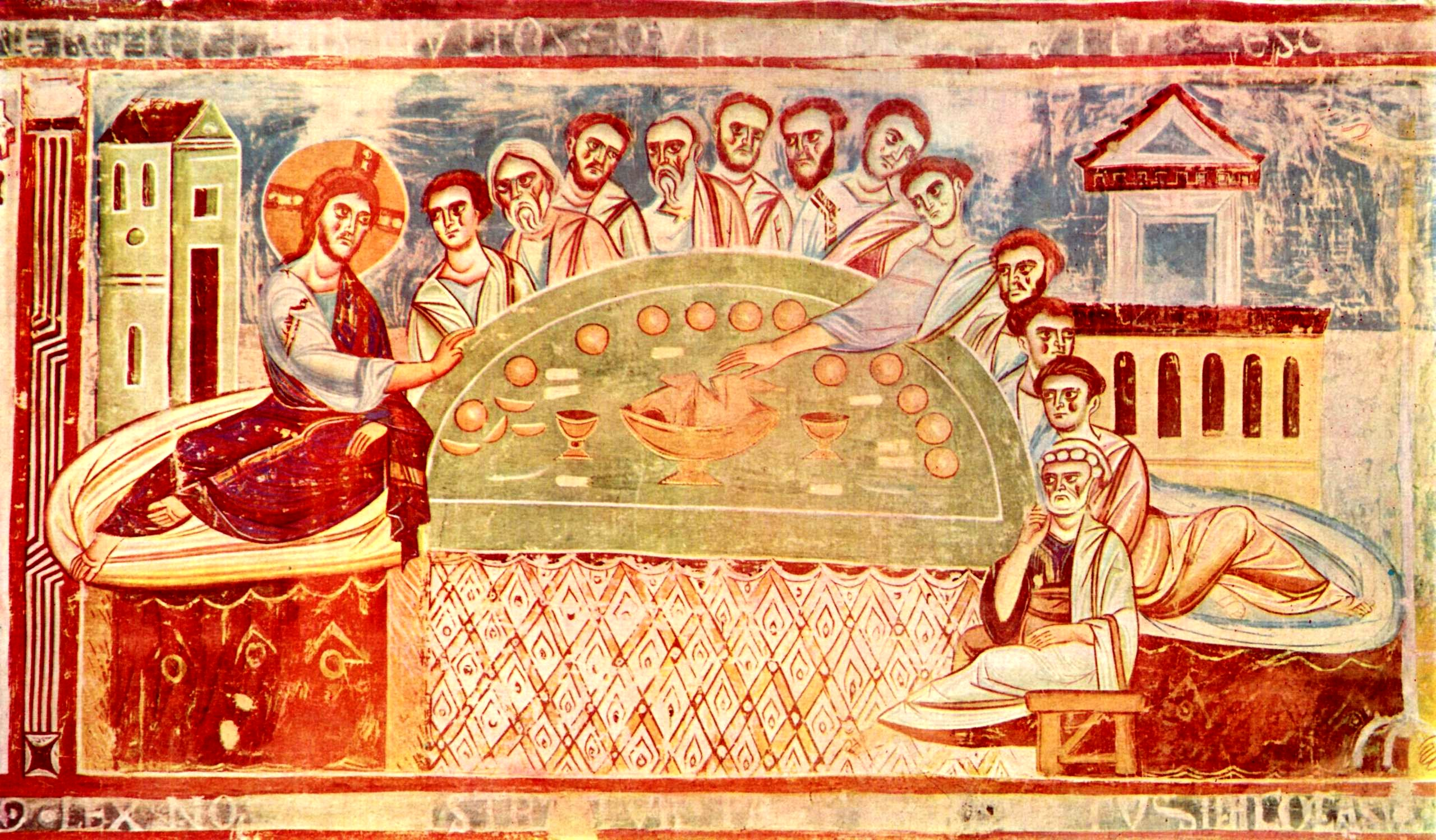
Fresko in Sant’ Angelo in Formis bei Capua, um 1100

Als Abendmahl Jesu, auch letztes Abendmahl, wird das Mahl bezeichnet, das Jesus Christus der Überlieferung nach mit den zwölf Aposteln zur Zeit des Pessachfestes vor seinem Kreuzestod in Jerusalem feierte. Es wird in die Amtszeit von Pontius Pilatus, der von 26 bis 36 n. Chr. römischer Statthalter in Judäa war, datiert. Aus der Erinnerung an jene letzte Mahlzeit, dem ritualisierten Ablauf einer jüdischen Mahlzeit und den gemeinsamen Mahlfeiern der Urgemeinde entwickelten sich christliche Kultformen. Seit dem 2. Jahrhundert wurde diese Handlung als Eucharistie bezeichnet. Die Bezeichnung als „Abendmahl“ stammt aus der Lutherbibel; sie war in der Antike unbekannt.

## Begrifflichkeiten
Die Bezeichnung „Abendmahl“ beruht auf den Bibelstellen Mk 14,17 und Mt 26,20, in denen beschrieben wird, dass sich Jesus abends bzw. nachts mit seinen Jüngern zu diesem letzten Mahl traf. Auch Paulus spricht von der Nacht, in der Jesus ausgeliefert wurde (1Kor 11,23). Das Wort „Abendmahl“ hat keine direkte Entsprechung im Neuen Testament, wo stattdessen die Rede von dem „Herrenmahl“ (κυριακὸν δεῖπνον, 1 Kor 11,20 ), „Brotbrechen“ (κλάσις τοῦ ἄρτου bzw. κλάω (τὸν) ἄρτον, Lk 24,35 ; Apg 2,42.46 ; 7.11 ; 1 Kor 10,16 ) und dem „Agape(-Mahl)“ (ἀγάπαι, Jud 12 ; 2 Petr 2,13  in einer textlichen Variante) ist. „Eucharistie“ (εὐχαριστία) kommt zwar nicht im Neuen Testament vor, ist aber frühchristlich bezeugt (Didache 9,1.5; IgnEph 13,1; IgnPhld 4,1; IgnSm 7,1; 8,1).

## Biblische Darstellung

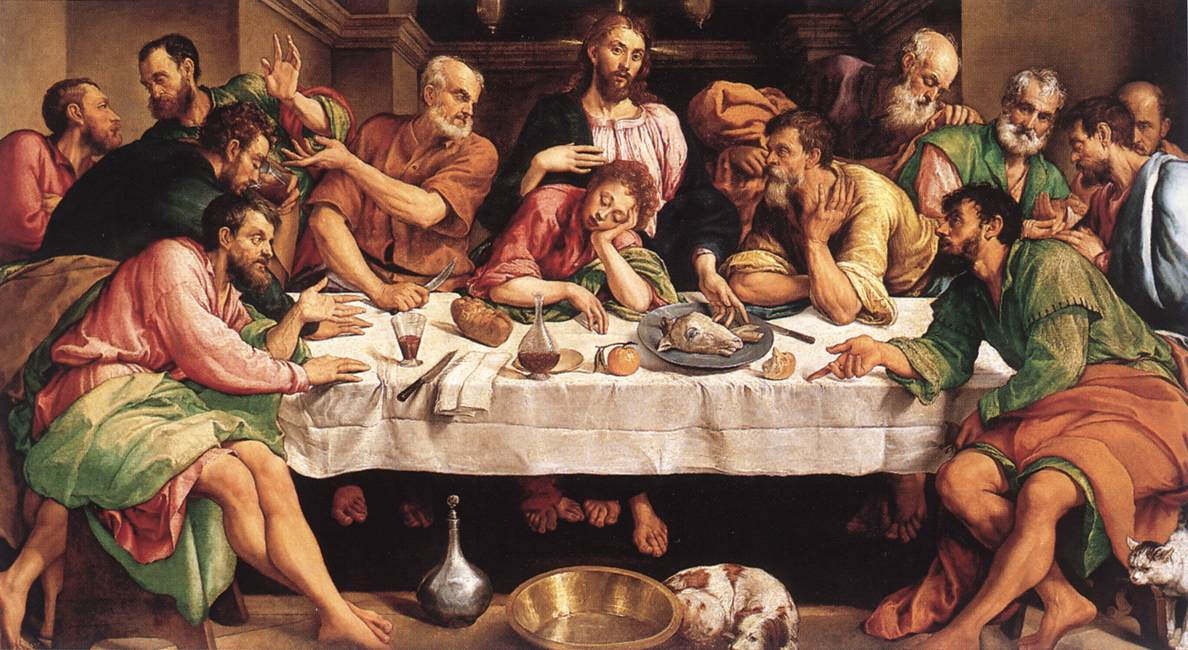
Das letzte Abendmahl von Jacopo Bassano

Über das letzte Mahl Jesu berichten alle vier Evangelisten des Neuen Testaments sowie der erste Brief des Apostels Paulus an die Korinther. Die Geschehnisse der letzten Mahlzeit Jesu wurden wahrscheinlich von der christlichen Urgemeinde weitergegeben und zu einem Ritual entwickelt.
Die älteste literarische Quelle, um 55/56 n. Chr., stammt von Paulus; er überliefert in 1 Kor 11,23–26  einen Bericht, den er selbst empfangen (etwa 40 n. Chr. o. 35 n. Chr.) und anschließend bei seiner Erstmission um 50 n. Chr. der Kirche in Korinth übermittelt hat und ihn nun aufgrund von Missständen bei der Feier des Herrenmahles (später Eucharistie) nochmals zitiert:

„Jesus, der Herr, nahm in der Nacht, in der er ausgeliefert wurde, Brot, sprach das Dankgebet, brach das Brot und sagte: Das ist mein Leib für euch. Tut dies zu meinem Gedächtnis! Ebenso nahm er nach dem Mahl den Kelch und sprach: Dieser Kelch ist der Neue Bund in meinem Blut. Tut dies, so oft ihr daraus trinkt, zu meinem Gedächtnis! Denn sooft ihr von diesem Brot esst und aus dem Kelch trinkt, verkündet ihr den Tod des Herrn, bis er kommt.“

Auch in den drei synoptischen Evangelien (Mt 26,17–29 ; Mk 14,12–26 ; Lk 22,14–20 ) stehen die Deuteworte Jesu im Zentrum, deren wohl älteste Fassung nach Mk 14,22ff lautet:

„Während des Mahls nahm er das Brot und sprach den Lobpreis; dann brach er das Brot, reichte es ihnen und sagte: Nehmt, das ist mein Leib. Dann nahm er den Kelch, sprach das Dankgebet, reichte ihn den Jüngern und sie tranken alle daraus. Und er sagte zu ihnen: Das ist mein Blut, das Blut des Bundes, das für viele vergossen wird. Amen, ich sage euch: Ich werde nicht mehr von der Frucht des Weinstocks trinken bis zu dem Tag, an dem ich von neuem davon trinke im Reich Gottes.“

Die Darstellung des Abschiedsmahls Jesu im Johannesevangelium enthält keine Brotbrechungsszene und damit keine Abendmahlstradition im engeren Sinn. Stattdessen beginnt die Schilderung mit der allein von Johannes überlieferten Szene der Fußwaschung (Joh 13,1–20 ); danach folgt die Brotausteilung an Judas Iskariot, die dessen Verrat einleitet (Joh 13,21–30 ). Anschließend folgen längere Abschiedsreden Jesu, die er den Jüngern während des Mahles hält und die sich über mehrere Kapitel erstrecken.

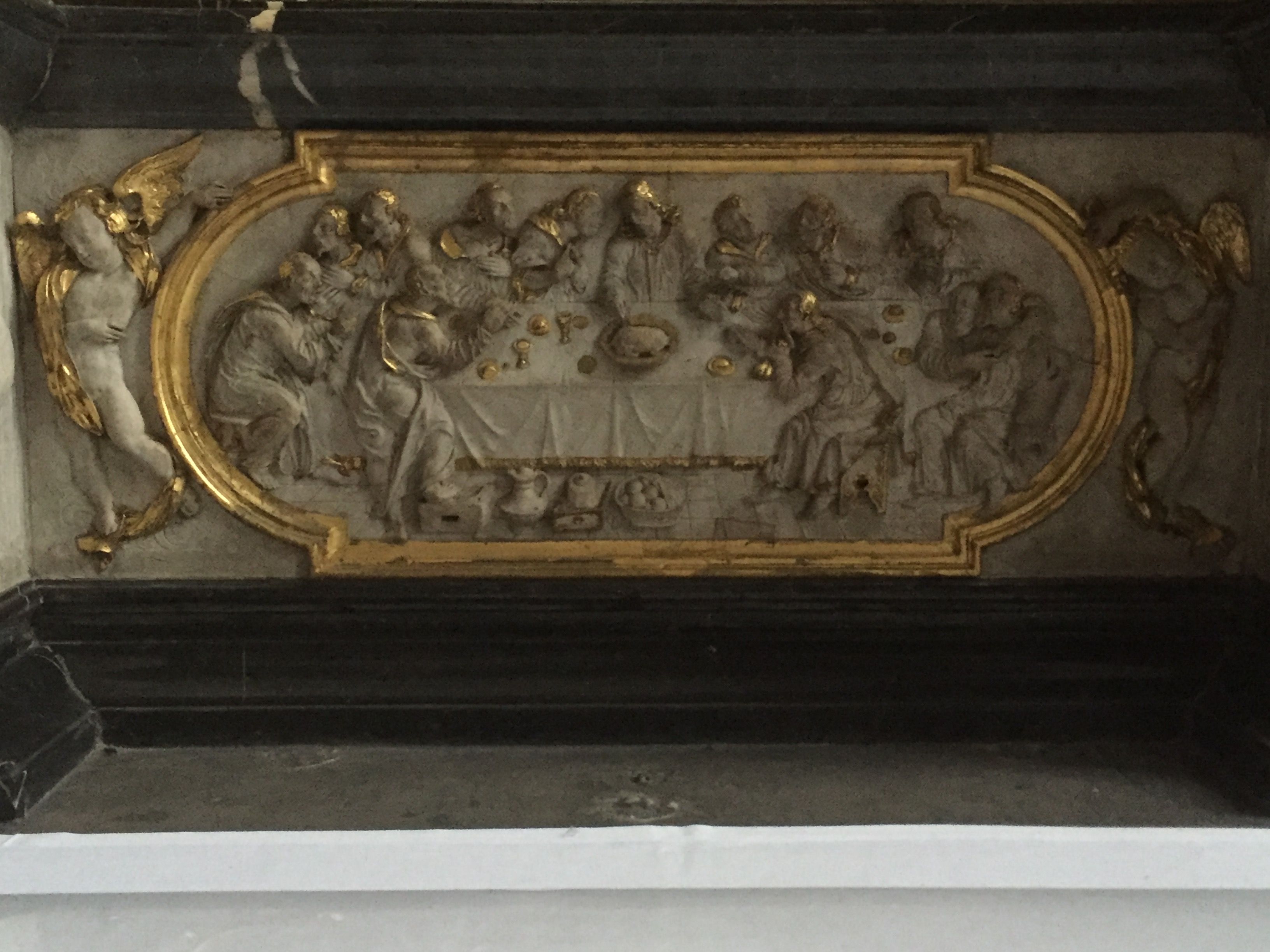
Das letzte Abendmahl mit Andeutungen der johanneischen Fußwaschungsszene, luth. Pfarrkirche Marburg

### Deuteworte, Unterschiede, Kontext
Die Abendmahlstraditionen berichten übereinstimmend, Jesus habe während des Mahles Brot gesegnet, gebrochen und an die Jünger verteilt und ihnen einen Weinbecher gereicht, wobei er das Brot als „mein Leib“ und den Wein als „mein Blut“ bezeichnete. Die verschiedenen Fassungen dieser Deuteworte, die im Sprachgebrauch der christlichen Liturgie auch als „Einsetzungsworte“ oder „Wandlungsworte“ bezeichnet werden, lauten:
Brotwort
- bei Markus „Nehmt, dies ist mein Leib.“
- bei Matthäus: „Nehmt, esst, dies ist mein Leib.“
- bei Paulus: „Dies ist mein Leib für euch.“
- bei Lukas: „Dies ist mein Leib, der für euch gegeben wird.“

Kelchwort
- bei Markus: „Dies ist mein Blut des Bundes, das ausgegossen wird für viele.“
- bei Matthäus: „Denn dies ist mein Blut des Bundes, das für viele ausgegossen wird zum Nachlass der Sünden.“
- bei Paulus: „Dieser Becher ist der neue Bund in meinem Blut.“
- bei Lukas: „Dieser Becher ist der neue Bund in meinem Blut, das für euch ausgegossen wird.“

Als die ältesten überlieferten Abendmahltraditionen gelten 1 Kor 11,23–25  (paulinischer Typ oder testamentarische Tradition, der auch Lk folgt) und Mk 14,22–25  (synoptischer Typ oder liturgische Tradition, der auch Mt folgt).
Die wichtigsten Unterschiede und Besonderheiten sind:
- Paulus: Das Mahl findet in der „Nacht, in der er ausgeliefert wurde“, statt; das Passahfest wird im Abendmahlsbericht nicht genannt.
Markus: Das Abendmahl wird ausdrücklich als Paschamahl (Pessachmahl) bezeichnet (Mk 14,12–16 EU).
- Paulus: Nur das Brotwort enthält einen soteriologischen Zusatz: „ … für euch [gegeben]“, d. h. eine Aussage über die Heilsbedeutung des Todes Jesu. Die nachfolgenden Ausführungen nennen Brot und Kelch mehrfach gemeinsam und machen damit deutlich, dass diese Deutung auch für den anschließend herumgereichten Kelch gilt.
Markus: Nur das Kelchwort enthält einen soteriologischen Zusatz: „ … für viele ausgegossen“. Da der Segenskelch nach dem Sättigungsmahl herumgereicht wird, bezieht sich die Deutung wohl auch hier auf das ganze Mahl zurück.
- Paulus spricht von einem „neuen Bund in meinem Blut“ und spielt damit auf Jeremia 31,31 EU an. Dort ist der für die Endzeit verheißene neue Bund mit Sündenvergebung verbunden.
Markus spricht vom „Blut des Bundes“ unter Bezugnahme auf den Bundesschluss am Sinai (zitiert Ex 24,8 EU), ohne einen alten und neuen Bund zu unterscheiden.
- Paulus zufolge befahl Jesus jeweils nach Brot- und Kelchwort: „Tut dies zu meinem Gedächtnis!“
Markus nennt keinen Wiederholungsbefehl Jesu.
- Paulus zufolge hat die Teilnahme am „Herrenmahl“ die Bedeutung, den Tod des Herrn zu verkündigen, bis er kommt.
- Nach Markus schließt Jesus an die Deutung des Weins ein Gelübde an: „Ich werde hinfort nicht mehr vom Gewächs des Weinstocks trinken, bis ich es neu trinken werde im Reich Gottes.“

Die Paulusversion spricht nicht eigentlich von Blut, sondern vom Kelch, und nimmt damit möglicherweise auf jüdischen Anstoß Rücksicht, da Juden der Blutgenuss verboten war. Der Abschlussvers 1 Kor 11,26  betont den Verkündigungscharakter des Abendmahls. An anderer Stelle spricht der Korintherbrief davon, Christus sei „als unser Paschalamm“ geopfert worden (1 Kor 5,7 ). Einige betrachten diese Bemerkung in Verbindung mit der paulinischen Fassung des Abendmahlsberichts als Bestätigung der johanneischen Chronologie, der zufolge Jesus am Rüsttag zu dem Zeitpunkt starb, als in Jerusalem die Lämmer für das Pessachfest geschlachtet wurden.
Markus berichtet, dass alle Beteiligten – auch der bereits als Verräter identifizierte Judas Iskariot – den von Jesus ausgeteilten Wein empfangen: „und sie tranken alle daraus“ (Mk 14,23 ). Paulus warnt indes vor einer „unwürdigen“ Teilnahme am Abendmahl: „Denn wer davon isst und trinkt, ohne zu bedenken, dass es der Leib des Herrn ist, der zieht sich das Gericht zu, indem er isst und trinkt.“ (1 Kor 11,27.29 ).
Nur das Matthäusevangelium, das sonst weitgehend der Markusvorlage folgt, ergänzt das Kelchwort um eine ausdrückliche Aussage zur Sündenvergebung. Diese entfällt dagegen bei seiner Darstellung der Taufe (Mt 3,6 ). Daraus könnte man schließen, dass er eine Sündenvergebung nicht nur bei der Taufe, sondern wiederholt bei jedem Abendmahl voraussetzt. Es handelt sich zusammen mit den soteriologischen Formeln zum Brot- bzw. Kelchwort um eine der in den Evangelien seltenen Stellen, die eine Sühnebedeutung des Todes Jesu ausdrücklich nahelegen.
Das Lukasevangelium weist verschiedene Besonderheiten auf. Im Vorfeld spricht Jesus von seinem Wunsch, das Pascha (Pessach) mit den Jüngern zu feiern. Die eschatologische Ansage Jesu, er werde erst im Reich Gottes wieder vom „Gewächs des Weinstocks“ trinken, erscheint am Anfang des Pessachmahls und ist auch auf das Essen des Mahles erweitert. Auffälligerweise werden im lukanischen Bericht zwei Kelche gereicht, einer zu Beginn und einer zum Abschluss der Mahlfeier. Dem ersten Kelch folgt ein Abendmahlsbericht, der im Wesentlichen der Tradition des 1. Korintherbriefs entspricht, aber Elemente beider Überlieferungsstränge vereinigt. Der Wiederholungsbefehl wird anders als bei Paulus nur einmal, nämlich hinter dem Brotwort zitiert. Lukas übernimmt beim zweiten Weinbecher als einziger Evangelist die paulinische Version des Kelchworts und spricht vom „neuen Bund“. Wie im Korintherbrief steht im Hintergrund der Kelchworte Jer 31,31. Anschließend parallelisiert er die Deutungsworte für Brot und Wein: „für euch gegeben“ – „für euch vergossen“. Damit erscheinen die Markus- und Paulusvorlage einander angeglichen. Sowohl bei der Brot- als auch bei der Becherhandlung begegnet bei Lukas das Wort „Danksagung“ („Eucharistie“). Ausleger gehen davon aus, dass die lukanische Version der Abendmahlstradition deutlicher als die übrigen Fassungen liturgische Formen widerspiegelt.
Anders als die drei synoptischen Evangelien legt das Johannesevangelium das Abschiedsmahl Jesu nicht auf den Sederabend selbst (Abend des 14. Nisan), sondern auf einen nicht genau bestimmten Abend vor dem Rüsttag (14. Nisan) des Passahfestes. Gewöhnlich wird der Vorabend des Rüsttags angenommen.
Obwohl das Johannesevangelium keinen Einsetzungsbericht enthält, gibt es verschiedene Parallelen zur Abendmahltradition: Im Anschluss an die Speisung der Fünftausend spricht Jesus mit einer Gruppe von Zuhörern in der Synagoge von Kafarnaum und bezeichnet sich dabei selbst als „das Brot des Lebens“. Das Gespräch mündet in der zugespitzten Aufforderung Jesu an seine Zuhörer, sein Fleisch zu essen und sein Blut zu trinken (Joh 6,48–59 ). Diese „Brotrede“ im 6. Kapitel des Johannesevangeliums wird in der Regel als Verweis auf das Herrenmahl gedeutet. Als besonders deutlicher Hinweis auf die Abendmahlstradition gilt Vers 51c, der nach Meinung einiger Exegeten von einem Redaktor in Angleichung an die synoptische Tradition nachträglich eingefügt worden sein könnte: „Und dieses Brot ist mein Fleisch, das ich geben werde für das Leben der Welt.“ Nach Meinung anderer Liturgiehistoriker könnte diese Stelle zusammen mit anderen Hinweisen auch für eine eigenständige urchristliche Herrenmahltradition sprechen, die nicht das Abendmahl, sondern die Brotvermehrung als Stiftungshandlung des christlichen Mahlrituals auffasste. Als Reminiszenz oder nachgeschobener Ersatz für die fehlende Abendmahlsszene wird bisweilen auch das im Nachtragskapitel 21 geschilderte „Frühstück am See“ betrachtet, das Jesus nach seiner Auferstehung mit den Jüngern am See von Tiberias einnimmt (Joh 21,9–13 ).

## Datierung und Ort des Abendmahls

### Datierung
Historiker gehen davon aus, dass das Datum der Kreuzigung im Zeitraum 30–36 n. Chr. liegt. Des Weiteren schlossen Physiker wie Isaac Newton und Colin Humphreys aufgrund astronomischer Kalenderberechnungen des Pessachfestes die Jahre 31, 32, 35, und 36 aus, sodass zwei plausible Daten für die Kreuzigung übrigbleiben: der 7. April 30 und der 3. April 33. Weiter eingrenzend schlägt Humphreys vor, das letzte Abendmahl habe am Mittwoch, 1. April 33 stattgefunden, wobei er Annie Jauberts doppelte Pessachthese weiterentwickelt:
Alle Evangelien stimmen darin überein, dass Jesus ein letztes Abendmahl mit seinen Jüngern abhielt, bevor er an einem Freitag unmittelbar um die Zeit des Pessachfestes starb (Pessach fand jährlich am 15. Nisan statt, wobei das Fest mit dem Sonnenuntergang beginnt), und dass sein Leib den ganzen folgenden Tag, also am Sabbat im Grab verharrte (Mk 15,42 , Mk 16,1–2 ). Während jedoch die drei synoptischen Evangelien das letzte Abendmahl als Pessachmahl darstellen (Mt 26,17 , Mk 14,1–2 , Lk 22,1–15 ), bezeichnet das Johannesevangelium das letzte Abendmahl nicht ausdrücklich als Pessachmahl und platziert zudem den Beginn des Pessachfestes einige Stunden nach dem Tode Jesu. Johannes impliziert daher, dass der Karfreitag (bis Sonnenuntergang) der Vorbereitungstag für das Pessachfest gewesen sei (also der 14. Nisan), nicht das Pessachfest selbst (15. Nisan). Eine weitere Besonderheit ist, dass Johannes das Pessachfest mehrfach als „jüdisches“ Pessachfest bezeichnet. Astronomische Berechnungen der antiken Pessachtermine, angefangen mit der Methode Isaac Newtons aus dem Jahre 1733, bestätigen den zeitlichen Ablauf des Johannes. Historisch gesehen gab es daher mehrere Versuche, die drei synoptischen Schilderungen mit Johannes in Einklang zu bringen, einige davon trug Francis Mershman 1912 zusammen. Die kirchliche Tradition des Gründonnerstags nimmt an, dass das letzte Abendmahl am Abend vor der Kreuzigung stattfand.
Ein neuer Ansatz, den (scheinbaren) Widerspruch aufzulösen, wurde in den 1950er-Jahren im Zuge der Qumranausgrabungen von Annie Jaubert vorgetragen. Sie argumentierte, dass es zwei Pessachfeste gegeben habe: einerseits nach dem offiziellen jüdischen Mondkalender, wonach im Kreuzigungsjahr Jesu das Pessachfest auf einem Freitag fiel; andererseits gab es auch einen Sonnenkalender in Palästina, der zum Beispiel von der Essenersekte der Qumrangemeinde genutzt wurde, wonach das Pessachfest stets an einem Dienstag stattfand. Laut Jaubert hätte Jesus das Pessachfest am Dienstag gefeiert und die jüdischen Behörden drei Tage später, am Freitagabend. Humphreys führte jedoch 2011 aus, Jauberts These könne so nicht stimmen, denn das Qumraner Pessachfest (gemäß dem Sonnenkalender) sei grundsätzlich nach dem offiziellen jüdischen Pessachfest gefeiert worden. Gleichwohl befürwortete er Jauberts Ansatz, die Möglichkeit einer Feier des Pessachfestes an verschiedenen Tagen in Betracht zu ziehen. Humphreys entdeckte einen weiteren Kalender, und zwar einen Mondkalender nach ägyptischer Berechnungsart, der damals zumindest von einigen Essenern in Qumran und den Zeloten unter den Juden genutzt wurde und sogar heute noch von den Samaritanern genutzt wird. Humphreys berechnet daraus, dass das letzte Abendmahl am Mittwochabend des 1. April 33 stattgefunden habe. Humphreys impliziert, Jesus und die anderen erwähnten Gemeinden seien dem jüdisch-ägyptischen Mondkalender gefolgt, im Gegensatz zum offiziellen jüdisch-babylonischen Mondkalender.
Beim jüdisch-ägyptischen Kalender handelt es sich mutmaßlich um den ursprünglichen, laut Exodus wohl im 13. Jahrhundert vor Christus in der Zeit von Moses eingeführten Mondkalender aus Ägypten, der damals in der religiösen Liturgie Ägyptens und mindestens bis ins 2. Jahrhundert nach Christus in Ägypten gebräuchlich war. Während des 6. Jahrhunderts vor Christus, im babylonischen Exil, übernahmen Exiljuden die babylonische Berechnungsweise und führten diese bei ihrer Rückkehr nach Palästina ein.
Die unterschiedlichen Pessachtermine kommen dadurch zustande, dass der jüdisch-ägyptische Kalender das Datum des unsichtbaren Neumonds berechnet und als Monatsanfang festsetzt, während der jüdisch-babylonische Kalender etwa 30 Stunden später lediglich die zunehmende Mondsichel beobachtet und als Monatsanfang vermerkt. Außerdem beginnt der ägyptische Tag bei Sonnenaufgang, und der babylonische Tag bei Sonnenuntergang. Diese beiden Unterschiede führen dazu, dass der samaritanische Pessachtermin meist einen Tag früher als das jüdische Pessachfest fällt; in manchen Jahren auch mehrere Tage früher. Der alte Kalender, den die Samaritaner nutzen, und der neue Kalender, der bei den Juden in Gebrauch war, werden in Israel auch heute noch beide benutzt.
Ein letztes Abendmahl an einem Mittwoch ließe nach Humphreys somit alle vier Evangelien zeitlich korrekt erscheinen, es setzte Jesus in die ursprüngliche Tradition Moses und löste nebenbei weitere Probleme: es gäbe mehr Zeitraum als in der traditionellen Lesart – letztes Abendmahl am Donnerstag – für die diversen Verhöre Jesu und für die Verhandlung mit Pilatus vor der Kreuzigung am Freitag. Außerdem stünde der berechnete Zeitverlauf – ein letztes Abendmahl an einem Mittwoch, gefolgt von einer Gerichtsverhandlung vor dem Hohen Rat der Juden bei Tageslicht am Donnerstag, gefolgt am Freitag von einer kurzen bestätigenden Gerichtssitzung und schließlich der Kreuzigung – im Einklang mit jüdischen Gerichtsvorschriften bei Anklagen mit Todesstrafe. Laut den ältesten überlieferten Gerichtsvorschriften aus dem 2. Jahrhundert wäre nämlich eine nächtliche Verhandlung zu Kapitalverbrechen illegal, ebenso eine Gerichtsverhandlung am Tage vor dem Pessachfest oder gar am Pessachfest selbst.

### Abgleich der antiken Kalender
Zur Zeit Jesu galten drei Kalender in Palästina: der jüdisch-babylonische (der Tag beginnt bei Sonnenuntergang), der samaritanisch-ägyptische (der Tag beginnt bei Sonnenaufgang), und der römisch-julianische (der Tag beginnt um Mitternacht, wie auch heute). Auch ist der Monatsanfang der beiden jüdischen Kalender je nach Mondstand meist um ein bis zwei Tage verschoben. Die Kreuzigung ereignete sich laut allen vier Evangelien übereinstimmend am Freitag vor Sonnenuntergang, wobei das dazugehörige Monatsdatum (14./15./16. Nisan) je nach antiker Definition variiert, hier am Beispiel des Jahres 33:
```
JUD--------12 NISAN---------|m--------13 NISAN---------|---------14 NISAN-----+---|M--------15 NISAN---------|

TAG--------MI---------------|m--------DO---------------|---------FR-----------+---|M--------SA---------------|
```

```
SAM------------|---------14 NISAN---------|---------15 NISAN---------|--------+16 NISAN---------|---------17 NISAN-

TAG------------|---------MI--m------------|---------DO---------------|--------+FR--M------------|---------SA-------
```

```
ROM-----|---------1. APRIL---m-----|---------2. APRIL---------|---------3. APRIL---M-----|

TAG-----|---------MI---------m-----|---------DO---------------|---------FR----+----M-----|

        24h    6h    12h    18h    24h    6h    12h    18h    24h    6h    12h    18h    24h
```

Das Schlachten des Pessachlamms ist laut Ex 12,6  auf den Abend des 14. Nisan festgelegt, und der Beginn des darauffolgenden Pessachmahls auf den Zeitpunkt unmittelbar nach Sonnenuntergang. Je nachdem, welchem Kalender die jeweilige Gemeinde folgte, fand in Palästina im Jahre 33 das Pessachmahl am 1. April und am 3. April statt. Die berechnete Kreuzigungszeit für das Jahr 33 ist hier als „+“ (zum 15-Uhr-Zeitpunkt) eingetragen, das offizielle jüdische Pessachmahl als „M“ und das samaritanische (und auch essenische und zelotische) Pessachmahl als „m“. Der Termin des galiläischen Pessachmahls ist nicht überliefert.
Auch heute noch wird in Israel das Pessachmahl an zwei unterschiedlichen Terminen im Jahr gefeiert, und zwar je nach Gemeinde, d. h. jüdisch oder samaritanisch; wobei der Religionsgemeinschaft der Samaritaner heute (Stand 2019) 820 Personen angehören. Diese Glaubensgemeinschaft war in der Antike weitaus größer und erlebte eine Blütezeit im 4. Jahrhundert n. Chr. Die eigene Literatur der Samaritaner ist allerdings „ausnahmslos spät und historisch nur mit äußerster Vorsicht zu verwerten.“ Kalenderfragen wurden bei den Samaritanern als Geheimwissen betrachtet; Fachleute nehmen an, dass das samaritanische System unter byzantinischer Herrschaft entwickelt und im 9. Jahrhundert n. Chr. durch kulturellen Kontakt mit der muslimischen Welt überarbeitet wurde.

### Ort
Die byzantinische Hagia-Sion-Kirche auf dem Südwesthügel Jerusalems wurde im späten 4. Jahrhundert als Ort des Pfingstgeschehens angesehen. Sie zog im Laufe der Zeit andere Traditionen an sich, darunter die des Abendmahlssaales (6. Jahrhundert), der Entschlafung Mariens (7. Jahrhundert), die der Geißelungssäule (7. Jahrhundert) und die des Davidsgrabs (10./11. Jahrhundert). Die Kreuzfahrer ersetzten die baufällige Hagia Sion durch einen (weitgehenden) Neubau, die Kirche Sancta Maria in Monte Sion.

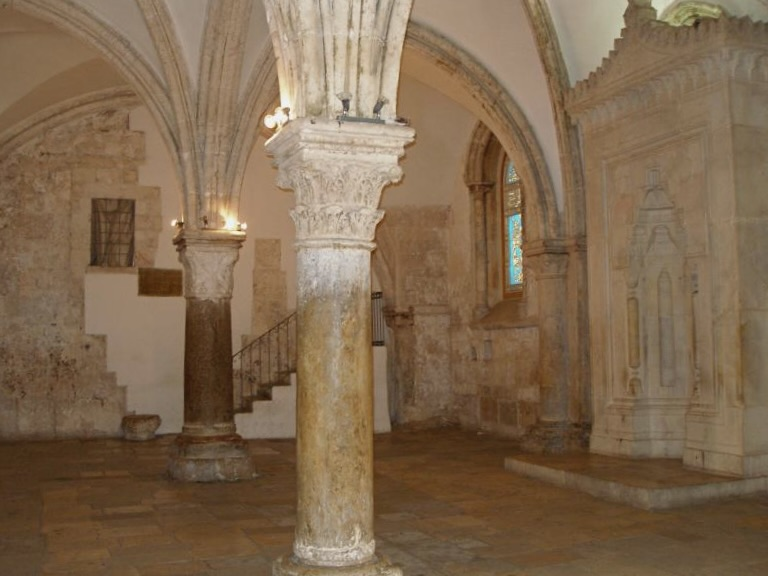
Abendmahlssaal auf dem Berg Zion.

## Deutung

### Biblisch-jüdische Wurzeln
Im Tanach (hebräisches Altes Testament) hat das gemeinsame Mahl als Kulthandlung einen hohen Stellenwert. Es ist schon für die gewöhnliche Gastfreundschaft im ganzen Orient zentral: Wer einen Reisenden empfängt, der dient seinen Bedürfnissen, teilt mit ihm sein Brot und gewährt ihm damit wie einem eigenen Familienmitglied Schutz, Segen und Hilfe (z. B. Gen 18,1–8 ).
Mit einem Mahl in geschauter Anwesenheit Gottes besiegelten und bekräftigten die Führer der Israeliten den Bund JHWHs mit Israel (Ex 24,1–11 ) am Berg Sinai:

„Mosche nahm die Hälfte des Blutes, tat es in ein Becken, die andere Hälfte des Blutes aber sprengte er auf den Altar, nahm das Buch des Bundes und las es dem Volk vor. Sie sprachen: ‚Alles, was der Ewige gesprochen, wollen wir tun und gehorchen.‘ Mosche nahm das Blut besprengte das Volk damit und sprach: ‚Dieses ist das Blut des Bundes, welchen der Ewige mit euch gemacht hat über alle diese Worte.‘ Mosche, Aharon, Nadaw, Awihu und siebzig von den ältesten Jisraels stiegen hinauf. Sie erblickten die Erscheinung des Gottes Jisraels.  … Sie schauten die Erscheinung Gottes, aßen und tranken.“

In Gen 31,46  schlossen Jakob und Laban einen Vertrag und aßen. Und in Ex 18,12  konvertierte Jitro zum Gott Israels und bereitete ein Mahl zur Ehre Gottes für alle Ältesten Israels „vor dem Angesicht Gottes“.
In Psalm 22 , der appellativen Klage des ungerecht leidenden Juden, feiert der unerwartet aus Todesnot Gerettete ein Dankopfer als Gemeinschaftsmahl (hebr. toda), das eine Verheißung für alle Unterdrückten einschließt (V. 22): „Es werden essen die Gebeugten und gesättigt werden.“
In der Prophetie im Tanach ist das gemeinsame Mahl ein häufiges Bild für den endzeitlichen Schalom Gottes mit seinem Volk und den Völkern (Frieden, Heil, Erlösung), etwa in Jes 25,6ff . Dieses Völkermahl wird zudem mit dem Bundesmahl Israels typologisch verbunden (24,23 )
.

#### Das Abendmahl als Pessachmahl
Auf die Frage, ob das Abendmahl ein Pessachmahl gewesen ist, sind zwei unterschiedliche Antworten möglich, je nachdem ob man die synoptische oder die johanneische Chronologie zugrunde legt (→ vgl. oben Datierung). Nach der synoptischen Chronologie war das Abendmahl ein Pessachmahl (das immer am Abend des 14. Nisan, dem Pessach-Vorabend, gefeiert wurde), Jesus wurde demnach am 15. Nisan, dem Pessach-Festtag, gekreuzigt. Besonders das Lukasevangelium hebt mehrfach hervor, dass das Abendmahl Jesu vor dessen Verhaftung ein πάσχα / Pascha(mahl) gewesen sei. Nach der johanneischen Chronologie war dagegen der 14. Nisan schon der Tag der Kreuzigung, womit das Abendmahl nach dem jüdischen Kalender kein Pessachmahl gewesen wäre.
Letzteres wird heute zumeist als historisch wahrscheinlicher angesehen (→ s. Stand der Forschung) mit der Begründung, dass Prozess und Hinrichtung Jesu schwerlich am Pessach-Festtag selbst (15.Nisan) stattgefunden haben, zumal Mk 14,2  und Mt 26,3  im Widerspruch zu ihrer eigenen Chronologie die Notiz bringen, dass Jesus unbedingt noch vor dem Fest hingerichtet werden sollte; dass sich ferner das Verständnis des Abendmahls als Pessachmahl nicht in den Einsetzungstexten selbst, sondern nur in den Rahmenerzählungen findet und sie dort durch das Bestreben der Synoptiker motiviert sein dürfte, Jesu Abendmahl theologisch als das neue Pessachmahl zu deuten (allerdings enthält auch die johanneische Chronologie eine symbolische Deutung: Jesus stirbt als „Lamm Gottes“ [Joh 1,29.36 ;Joh 19,36 ], während im Tempel die Lämmer für das Pessachmahl geschlachtet werden). – Dagegen wollte etwa Schalom Ben-Chorin in seinem Jesusbuch aus jüdischer Perspektive daran festhalten, „daß sich die Einsetzung des sogenannten Abendmahles organisch in die Seder-Feier einfügt und als eine individuelle Interpretation dieses Rituals durch Jesus anzusehen ist.“ Die chronologischen Schwierigkeiten glaubte er durch die Annahme lösen zu können, dass Jesus sich hier nach dem Qumran-Kalender gerichtet und seine Seder-Feier einen Tag vor dem offiziellen jüdischen Termin gehalten habe. – Doch auch wenn das Abendmahl kein rituelles Pessachmahl war, stand es sicher „im Schatten des Passahgedankens“ (Hans Küng) und somit auch zumindest atmosphärisch in der Nähe des Rituals der Seder-Feier.

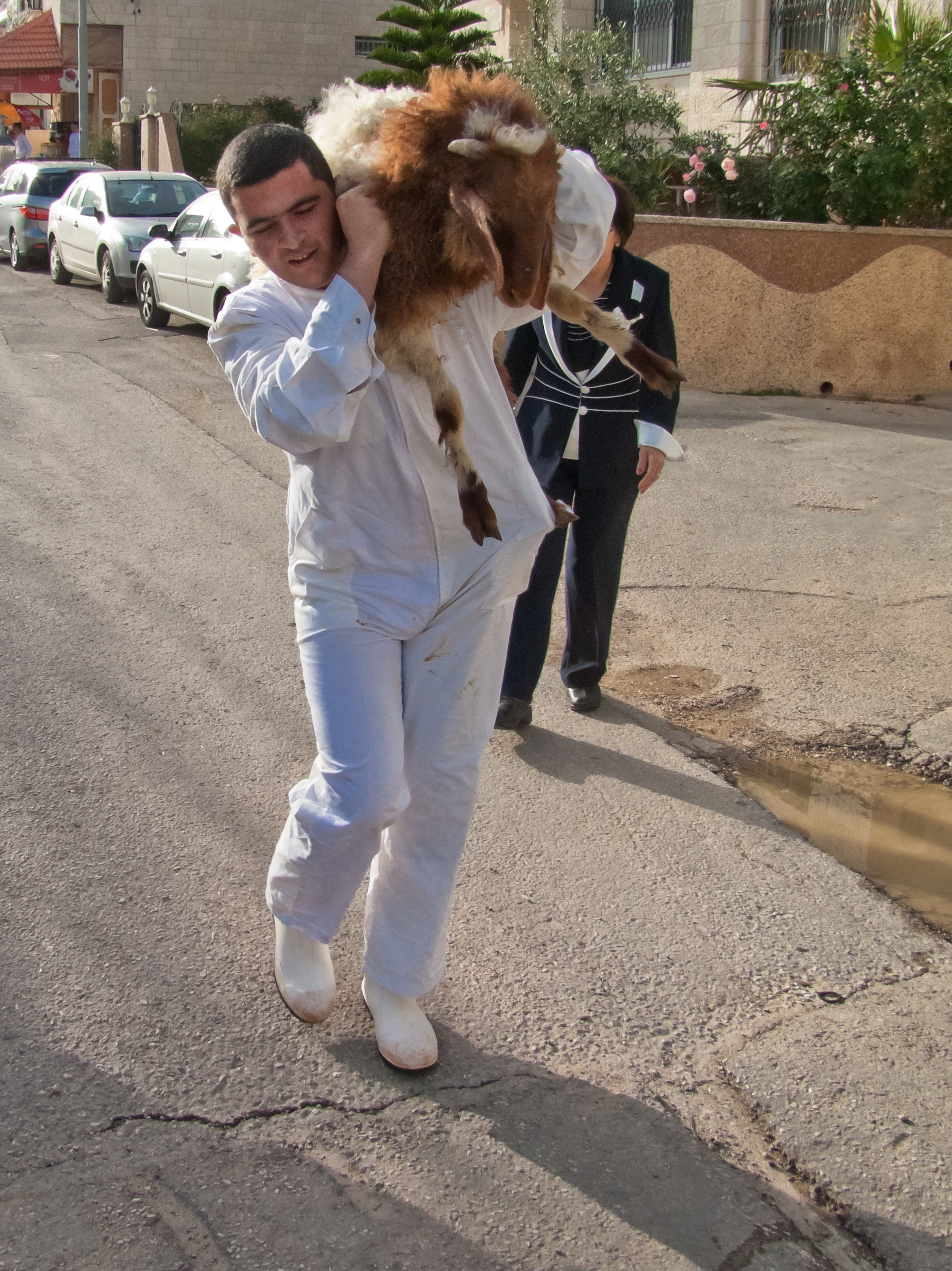
Vorbereitung für die samaritanische Pessachfeier (2011)

In deren Mittelpunkt der Feier stand zur Zeit Jesu, wie heute noch beim Pessach der Samaritaner (und im Unterschied zum heutigen jüdischen Seder), ein festliches Lammgericht. Tanach und frühjüdische Literatur, die älter ist als das Neue Testament, vermitteln einen Eindruck davon, was bei diesem Festmahl bedeutsam war – sowohl für Jesus und den Jüngerkreis als auch für den Evangelisten und seine Leser.
Pessachfeiern markieren wichtige Neuanfänge in der Geschichte Israels (Exodus 12: Auszug aus Ägypten; Josua 5: Einzug ins Gelobte Land; 2. Könige 23: Erneuerung des Bundes; Esra 6: Einweihung des Zweiten Tempels). Kultische Reinheit ist eine wichtige Voraussetzung für die Feier (das Pessach selbst hat keine reinigende oder sühnende Bedeutung). Aber die Teilnahme am Pessachmahl vermittelt Schutz. Das ist offensichtlich in Exodus 12 und wird in der Nacherzählung des Jubiläenbuchs (Jub 49, 13.15) besonders hervorgehoben. Sowohl Neuanfang als auch Schutz sind in der Situation Jesu, kurz vor seiner Verhaftung, bedeutsam, während der Evangelist Lukas an Reinheitsfragen nicht interessiert ist.

#### Abendmahl und Sederabend
Solange der Jerusalemer Tempel bestand, war der gemeinsame Verzehr des Opfertieres in Jerusalem der Hauptinhalt der Feier. Deshalb ist auch nicht bekannt, wie Juden in der Diaspora Pessach feierten, beispielsweise in Korinth, nicht einmal, ob sie es überhaupt taten. Erst nach dem Scheitern des Bar-Kochba-Aufstandes, als klar wurde, dass der Tempel auf lange Sicht zerstört sein würde, entwickelten die Rabbinen in Palästina einen Ersatz für das bisherige Pessachritual. Ausgehend von dem Ablauf eines hellenistischen Gastmahls, wozu ein Tischgespräch gehört, wurde ein Lehrgespräch über Texte der Tora und über symbolische Speisen angeregt. Dieses Tischgespräch ist zur Zeit der Mischna noch spontan. Hinzu kommt, dass es in Palästina im 2./3. Jahrhundert n. Chr. „wesentlich mehr Juden als Sympathisanten der Rabbinen gab.“ Erst im Lauf späterer Jahrhunderte gewann der Sederabend seine klassische Form. Ähnlichkeiten des Seder mit christlichen Mahlfeiern entstanden durch „die Partizipation beider an der Kultur des griechischen Gastmahls.“

#### Endzeitliche Mahlfeier des Jachad
Die Schriftrollen vom Toten Meer enthalten Regeln für ein „endzeitliches Bankett“ des Jachad. Der Priester segnete Brot und Most; dann sollte der Messias als erster von dem Brot essen. Es ist allerdings unklar, ob dieses liturgische Mahl die Opfer im Jerusalemer Tempel, der wegen der römischen Besatzung und der Kollaboration der Tempelpriester als verunreinigt galt, ersetzen sollte (so David Flusser). Eine Bezugnahme auf den Tempel („Templisierung“) kann nach Daniel Stökl Ben Ezra aus verschiedenen Motiven erfolgen, ohne dass damit das Mahl als Opfermahl oder gar als Ersatz für Tempelrituale verstanden werden müsste.

### Rekonstruktion einer Urform
Joachim Jeremias nahm als einer der ersten Exegeten im 20. Jahrhundert an, dass hinter den Berichten der Synoptiker und des Paulus eine Urform gestanden habe, die auf Jesus selbst zurückgehe und nach seinem Tod in der Liturgie der Jerusalemer Urgemeinde ausgeprägt worden sei. Heute folgt ihm dahingehend die Mehrheit der Exegeten.
Sie enthielt laut Jeremias gemeinsame Motive der Mahlberichte:
- Nach Jeremias fand Jesu Abendmahl im Rahmen eines Pessachmahls statt. Die Jünger werden zum Zubereiten des Passahlamms (Ex 12,3–6 EU) an vorherbestimmtem Ort in der Hauptstadt gesandt (Mk 14,12–16 EU). Damit steht das Mahl unter dem Vorzeichen der Erinnerung an Gottes Befreiungstat für sein Volk Israel. – Vorsorglich betont Jeremias dabei, „daß die Passaatmosphäre Jesu letztes Mahl auch dann umgab, falls es am Abend vor Passa stattgefunden haben sollte.“[41]
- Zur Rahmenhandlung gehört zudem der Verrat des Judas Iskariot, mit dem Jesu Passion beginnt.
- Jesus übernahm die Rolle des jüdischen Hausvaters, der den ungesäuerten Brotfladen in die Hand nimmt, Gott dafür dankt – mit der Beracha zu Beginn jeder Mahlzeit: „Gepriesen bist Du, Herr unser Gott, König der Welt, der das Brot aus der Erde hervorbringt“ –, das Brot in Stücke bricht und diese den Anwesenden reicht.
- Der Kelch mit Wein entsprach dem dritten Segensbecher bei einem Pessachmahl, der nach der Mahlzeit gereicht wurde.
- Während sie aßen und tranken, deutete Jesus das Geschehen. Brot- und Kelchwort lauten laut Jeremias in der ursprünglichen Form nach Mk in hebräischer Sakralsprache זֶה בְשׇׂרֽי (zäh beśari / dies – mein Leib!) und זֶה דׇמֽי (zäh dami / dies – mein Blut!); oder in aramäischer Umgangssprache דֵּן בִּשְׂרִי (den biśri / dies – mein Leib!) und דֵּן אִדְמִי (den ìdmi / dies – mein Blut!) (jeweils ohne die Kopula ἐστίν / ist, für die es im Hebräischen und Aramäischen keine Entsprechung gibt).[42]

Andere (wie Heinz Schürmann) fanden dagegen die (noch weniger parallelisierende) Version bei Lk (und Paulus) näher am ursprünglichen Wortlaut stehend als die des Mk.
Günther Schwarz sah in der präsentischen Übersetzung „ist“ eine Fehlübersetzung aus dem Aramäischen:

„Denn das mehrdeutige aramäische Wort bedeutet hier geschieht und nicht ist. Gerade dieses ist aber bot die Möglichkeit das Wortpaar Fleisch und Blut sakramental zu deuten (dies ist mein Fleisch / mein Blut), statt wie es Jesus meinte, das Brechen des Brotes und das Vergießen des Weines zu deuten (dies wird meinem Fleisch / meinem Blut geschehen).“

Die Frage nach einer Urform der Abendmahlsworte relativiert sich natürlich, wenn man diese nicht unmittelbar Jesus selbst zuschreibt, sondern als nachösterliche Gemeindebildung und Interpretation des Abendmahlsgeschehens versteht (→ s. weiter unten: Formgeschichtliche Deutung; Stand der Forschung): Es geht dann nicht mehr um die „ipsissima vox“ (die Originalworte) Jesu im Abendmahlssaal, sondern um die frühesten (sicher schon variantenreichen) Formen der gottesdienstlichen Gemeindeüberlieferung. Eine derartige Theorie wird in der heutigen Forschung aber nur noch selten postuliert.

### Bedeutung der Einzelmotive

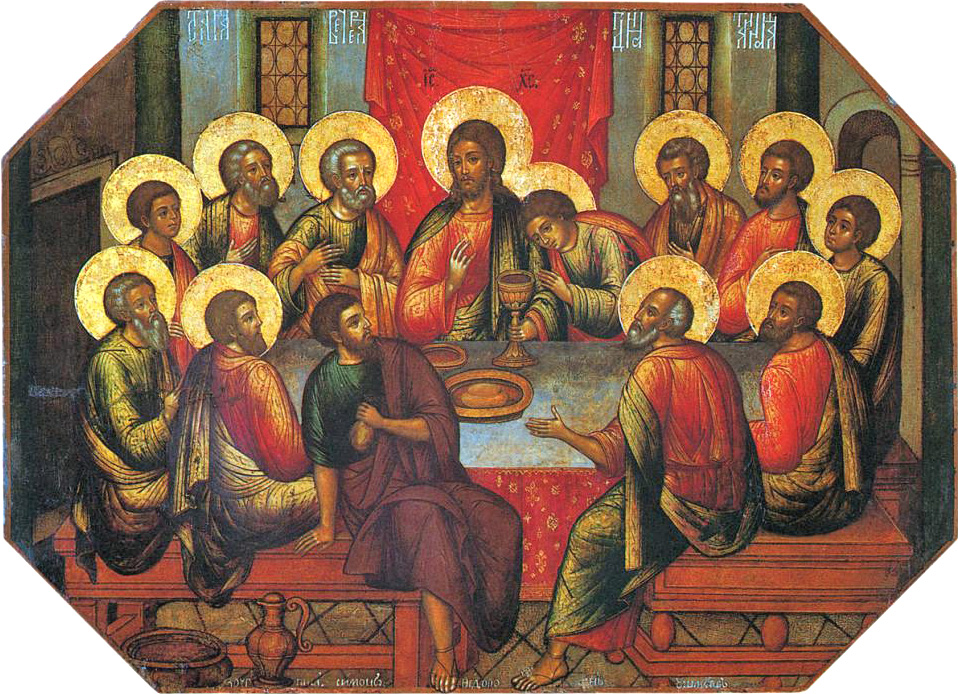
Abendmahl, Simon Uschakow, 1685

- „Leib“ (griechisch σῶμα, soma, aramäisch בָּשׇׂר, baśar, eigentlich „Fleisch“; nicht גוּף, guph[47]) bezeichnet im hebräischen Sprachgebrauch „sowohl den Körper als auch […] den ganzen Menschen, die Persönlichkeit“[48]; eine Trennung von Körper und Seele ist dem Judentum fremd. – Als „Leib Christi“ (σῶμα Χριστοῦ / sōma Christoū) wird in den Paulusbriefen auch die christliche Gemeinde bezeichnet (z. B. 1 Kor 12,27 EU) und ausdrücklich in Beziehung zum Brot des Abendmahls gesetzt.
- „Blut“ (griechisch αἷμα, haima, aramäisch דְּמׇא, dema) ist im hebräischen Verständnis Träger des Lebens, im Neuen Testament ist „Blut Christi“ ein „formelhafter Ausdruck“ für „Christi Tod in seiner Heilsbedeutung“ (Josef Schmid).,[49] Er steht in den Abendmahlstexten für das gewaltsame Sterben Jesu (Blutvergießen = Töten) und verweist als Begriffspaar Leib – Blut auf die beiden Bestandteile des Opfertieres, die bei der Tötung getrennt werden. In den Abendmahlsberichten überträgt Jesus „also Termini der Opfersprache auf sich“ und redet „höchstwahrscheinlich von sich als dem Passalamm“[50] mit dem die Israeliten ihre Türpfosten in der Nacht des Auszugs bestrichen, um von Gottes Racheengel verschont zu bleiben.
- „(dahin)gegeben“ (nur Lk 22,19 EU) ist eine alte (vorpaulinische) Glaubensformel (Gal 1,4 EU; Röm 8,34 EU).[51] Das griechische Verb παραδιδόναι (paradidonai) steht für das hebräische Wort für „ausliefern“ und erinnert an Jesu Leidensankündigungen (Mk 9,31 EU parr): „Der Menschensohn wird in die Hände der Menschen ausgeliefert werden.“
- Der „Bund“ (hebräisch בְּרִת, berith; griechisch διαθήκη, diathḗkē ) zwischen Gott und seinem Volk ist in der Bibel ein zentrales Thema, denn in ihm „faßt sich das Wesen der Religion des Alten und neuen Testaments zusammen“ (Johannes Schildenberger).[52] Die beiden Stränge der Abendmahlstradition greifen es in unterschiedlicher Weise auf: „Bei Markus/Matthäus wird der Gedanke im alten Sinaibund verwurzelt, der durch das 'Bundesblut' der Opfertiere besiegelt wurde (Ex 24,8 EU); dieses aber wird bei der neuen Bundstiftung Jesu im Abendmahlssaal durch sein eigenes Blut ersetzt […] In der lukanisch-paulinischen Traditionsgestalt wird unmittelbar die Erinnerung an die Prophetie vom eschatologischen 'neuen' Gottesbund nach Jer 31,31–34 EU geweckt. Jesu Worte offenbaren dann, daß sich dieser verheißene Gottesbund nun auf Grund seines blutigen Todes realisiert und für die Mahlteilnehmer wirksam wird“ (Rudolf Schnackenburg).[53] Jener „neue Bund“ nach Jer 31 ist eine Erneuerung, Verinnerlichung und Ausweitung des alten.[54]
- „… vergossen“ (ἐκχυννόμενον, ekchynnómenon) gehört mit „Blut“ zur Opferterminologie.[55]
- „… für viele“ (ὑπὲρ / περὶ πολλῶν, hypèr / perì pollōn, bei Mk/Mt; bei Paulus/Lukas stattdessen „für euch“) ist, wie Joachim Jeremias aufgezeigt hat,[56] ein Semitismus und bezieht sich auf die „Vielen“ (hebräisch רַבִּים, rabbim) aus dem Gottesknechtslied Jes 53,11–12 EU. Mit und ohne Artikel hat es inkludierenden Sinn, d. h., es umfasst „die Gesamtheit“ aus Juden und Heiden, deutet somit Jesu Sterben als Heilstod für die Völker (vgl. Mk 10,45 EU). – Gegenüber dieser Auffassung wurde in jüngster Zeit aus katholisch-konservativer Sicht nachzuweisen versucht, dass πολλοί (polloí) durchaus einschränkend zu verstehen sei und genau dieselbe Bedeutung habe wie das deutsche „viele“ – nicht „alle“.[57]
- „… zur Vergebung der Sünden“ (nur bei Mt): Diese Formel bezieht sich auf ein urchristliches (folgenreiches!) Deutungsmodell des Todes Jesu, wonach dieser „für unsere Sünden“ gestorben sei (1 Kor 15 EU) – die Vorstellung einer Sühnopfertheologie wird zunehmend hinterfragt.[58]
- Der Sinn der sogenannten „Verzichterklärung“ (Jeremias[59]) „Amen, ich sage euch …“ ist als eschatologische Abendmahlsdeutung nur verständlich vor dem Hintergrund der Erwartung des baldigen Kommens des „Reiches Gottes“ (βασιλεία τοῦ Θεοῦ, basileia tou theou). Im Munde Jesu meint der Begriff des Gottesreiches bzw. der Gottesherrschaft „immer das eschatologische Königtum Gottes“ (Schnackenburg[60]), welches keine räumliche, sondern (wie das hebräische מַלְכוּת, malchuth) eine dynamische Bedeutung hat und hier temporal verstanden werden muss: „… wenn Gott seine Herrschaft aufgerichtet haben wird“.[61]
- Die paulinisch-lukanische Version enthält den Wiederholungsbefehl „Tut dies … zu meinem Gedächtnis!“ Dabei bedeutet „Gedächtnis“ (ἀνάμνησις, anámnesis) im biblischen Sprachgebrauch – wie auch in der jüdischen häuslichen Pessach-Liturgie (dort זִכׇּרו֗ן, zikaron) – über das reine Erinnern hinaus eine „sakramentale Vergegenwärtigung“ und zugleich „Vorwegnahme und Unterpfand des zukünftigen vollkommenen Heils“ (Herbert Haag).[62]

### Eschatologische Deutung
„Wenn ein Satz im Abendmahlsbericht auf Jesus selber zurückgeht, dann der in der späteren liturgischen Überlieferung schon bei Paulus nicht mehr übernommene Satz, daß Jesus vom Gewächs des Weinstockes nicht mehr trinken wird bis zu dem Tag, wo er es neu trinken wird im Reiche Gottes“ (Hans Küng / Mk 14,25 ). Diese eschatologische (endzeitliche) Ausrichtung des Abendmahlsgeschehens auf das kommende Gottesreich hat besonders Albert Schweitzer im Zuge seiner „konsequenten Eschatologie“ herausgestellt: „Das Konstituierende der Feier waren also nicht die sogenannten Einsetzungsworte Jesu von Brot und Wein als seinem Leibe und Blute, sondern die Danksagungsgebete über Brot und Wein. Diese gaben sowohl dem Abendmahle Jesu mit seinen Jüngern als auch der Mahlfeier der urchristlichen Gemeinde eine Bedeutung auf das erwartete messianische Mahl hin […] Beim letzten irdischen Mahle weiht er sie [= die Jünger] also zu seinen Genossen beim kommenden messianischen Mahle.“ Als Danksagungsfeier (εὐχαριστία, eucharistía, Eucharistie) für das in Bälde erwartete Reich und Wiederkommen Christi (Parusie) hielten dann in Fortsetzung des Abendmahls die ersten Christen ihre Mahlfeiern ab, ohne dass Jesus dies ausdrücklich angeordnet hätte. Dessen im Hinblick auf seinen Tod gesprochenen Deuteworte über Brot und Wein wurden erst im Laufe der späteren Enteschatologisierung des Christentums (des Wegfalls der Erwartung einer baldigen Wiederkunft Christi – Parusieverzögerung) zu Weiheworten, mit denen die beiden Elemente als heilige Speise in Leib und Blut Christi gewandelt werden; dabei wurde die Mahlfeier nach und nach zur reinen Austeilungsfeier.

### Formgeschichtliche Deutung als Kultlegende
Im Rahmen seiner formgeschichtlichen Untersuchungen folgerte Rudolf Bultmann aus einer Analyse des Mk-Textes (Mk 14,22–25 ), dass Jesu Worte über Brot und Wein eine „Kultlegende aus hellenistischen Kreisen der paulinischen Sphäre“ seien und hier einen älteren Paschamahlbericht verdrängt hätten, welcher bei Lk 22,14–18  (ohne 19–20, lt. Bultmann interpoliert) noch vollständiger erhalten, aber als biographische Legende wohl ebenfalls nicht geschichtlich sei. Möglicherweise (dies freilich nur als „unsichere Hypothese“) sei „ursprünglich […] erzählt gewesen, wie Jesus bei einem (feierlichen, dem letzten?) Mahl die Gewißheit ausspricht, daß er das nächste (Freuden-)Mahl im Gottesreich feiern werde, dies also als unmittelbar bevorstehend erwartet.“
Bultmanns Schüler Willi Marxsen hat diesen Ansatz fortentwickelt mit der These, in der frühchristlichen Abendmahlstradition sei nach und nach theologisch reflektiert und interpretiert worden, was zunächst schlichter praktischer Vollzug gewesen sei, als die Urgemeinde nach Ostern die Mahlgemeinschaften Jesu (Plural!) einfach fortsetzte in dem frohen Bewusstsein, die endzeitliche, eschatologische Gemeinde zu sein und ihren Herrn als den Lebendigen bei sich zu haben., Die Datierung des Abendmahls auf die Nacht des Verrats sei theologisch, nicht historisch zu interpretieren und dessen inhaltliches Verständnis habe sich erst im Laufe einer längeren Entwicklung allmählich herausgebildet. So sei nicht nur aus einer (vorpaulinischen) vollständigen – vom Brot- und vom Kelchwort eingerahmten – Sättigungsmahlzeit eine Zweiteilung von Mahlzeit und abschließendem sakramentalem Abendmahl geworden (korinthische Praxis lt. Paulus), welches sich dann folgerichtig ganz verselbständigt habe; es habe sich vor allem auch ein Wandel in der Deutung der Abendmahlsworte vollzogen: Das Kelchwort deute in der von Paulus bereits übernommenen ursprünglichen Fassung (1 Kor 11,23–25 ) noch nicht den Kelchinhalt (den Wein), sondern den Vollzug des Mahles: „Von diesem – kreisenden – Kelch wird gesagt: Das ist die καινὴ διαθήκη [kainḕ diathḗkē] (der neue Bund) […] In dieser Teilhabe am Kelch hat die feiernde Gemeinde Anteil an der καινὴ διαθήκη (am neuen Bund) […] (wie interpretierend hinzugefügt wird) auf Grund des Blutes Christi, das heißt kraft seines Todes“. Ebenso deute das Brotwort ursprünglich nicht ein Element (das Brot), sondern meine wie 1 Kor 10,16  die κοινωνία (koinonía / Teilhabe) am σῶμα Χριστοῦ (sōma Christoū / Leib Christi). „Beim Mahl konstituiert sich die Gemeinschaft. Diese Gemeinschaft aber wird bezeichnet als die καινὴ διαθήκη (der neue Bund) bzw. als der Leib, nämlich der Leib Christi. Beides ist sachlich dasselbe, einmal jüdisch, das andere Mal hellenistisch.“ Dass dann in der weiteren Entwicklung der Schwerpunkt vom Vollzug des Abendmahls auf die Elemente von Brot und Wein verlagert worden sei (wie bei Mk deutlich erkennbar), sei der hellenistischen Vorstellungswelt geschuldet, wo – anders als im Judentum – das Göttliche als stofflich vermittelt gedacht werde; es liege hier also eine „hellenistische Interpretation des ursprünglich palästinensischen Mahles“ vor.

### Brotbrechen / Herrenmahl im Urchristentum

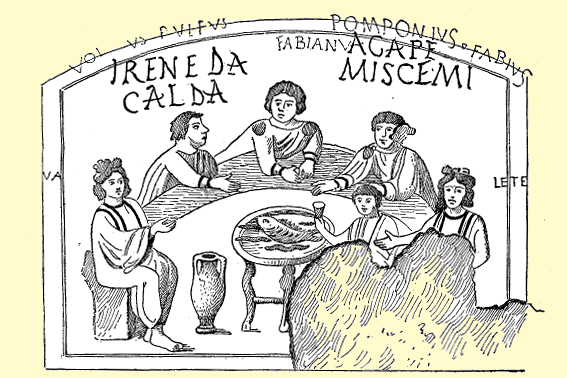
Agapefeier, Katakomben

→ vgl. dazu oben Die formgeschichtliche Deutung.
Die gemeinsame Mahlfeier hatte im Urchristentum zentralen Rang. Apg 2,42  nennt als eine der vier Kennzeichen christlicher Gemeinschaft (Koinonia) das „Brotbrechen“. Der Ausdruck erinnert an die Brotausteilung Jesu in den synoptischen Herrenmahlberichten. Deshalb geht man davon aus, dass die Urchristen ein Mahl feierten, das an Jesu Tod und Auferstehung erinnern und auf seine Wiederkunft vorbereiten sollte.
Die Apostelgeschichte erwähnt tägliche gemeinsame Mahlzeiten in Privathäusern und stellt sie öffentlichen Zusammenkünften im Tempel gegenüber (Apg 2,46 ); aus dieser Formulierung geht nicht hervor, ob tägliche Eucharistiefeiern gemeint sind. Bei dem sogenannten Liebesmahl (Agape) wurde auch Nahrung an Bedürftige verteilt. Nachdem es dabei in Korinth aus seiner Sicht zu Missständen gekommen war, empfahl Paulus seiner Gemeinde, das gemeinsame „Herrenmahl“ im Gottesdienst vom Sättigungsmahl im eigenen Haus zu trennen (1 Kor 11,17–34 ). Damit wurde eine für Judenchristen untypische Trennung der sakralen von der profanen Mahlzeit eingeleitet. Andererseits bekräftigte Paulus das Abendmahl als selbstverständliches und unaufgebbares Gemeindegeschehen.
Bald wurde die Agapefeier vom Abendmahl unterschieden, aber nicht völlig getrennt. Wahrscheinlich feierte die Gemeinde wenigstens an jedem ersten Tag der Woche, dem „Tag des Herrn“, die Eucharistie (Apg 20,7 ), eingebunden in ein gemeinsames Essen (1 Kor 11,21 ; 11,33 ). Es fand wohl am Sonntagabend statt: Denn das verwendete griechische Wort für „Mahl“ (δεῖπνον, deipnon) bezeichnet ein festlich gestaltetes Mahl zum Tagesabschluss. Manches weist darauf hin, dass dabei – ähnlich wie beim Pessachmahl – Gottes Heilsgeschichte in Erinnerung gerufen und verkündigt wurde. Dabei stand die Passionsgeschichte Jesu im Vordergrund (1 Kor 11,26 ).
Ein besonderer priesterlicher Dienst lässt sich aus den neutestamentlichen Abendmahlsberichten nicht ableiten. In 1 Tim 3,1–10  wird Bischöfen und Diakonen keine besondere Rolle bei der „Sakramentsverwaltung“ zugesprochen. Nach Tit 1,7  verwalten die Bischöfe das „Haus Gottes“; ob dies eine besondere Sakramentsverwaltung einschloss, ist dem Text nicht zu entnehmen.

### Bezüge zum Herrenmahl in anderen biblischen Texten

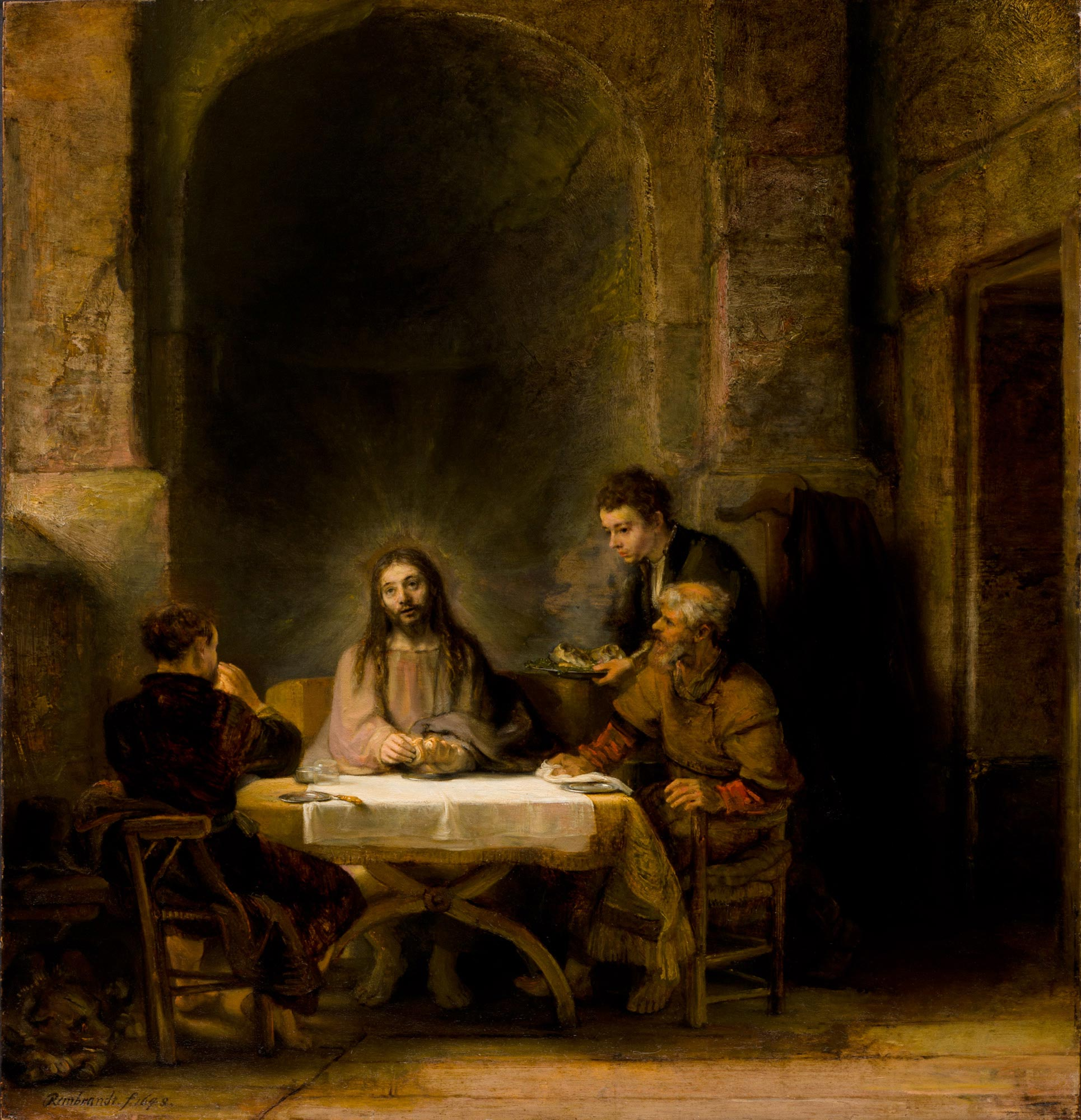
Rembrandt: Emmausmahl, 1648 (Louvre)

Paulus schreibt im 10. und 11. Kapitel des ersten Korintherbriefs über die Praxis des Herrenmahls in Korinth. Das Brotbrechen in der Jerusalemer Urgemeinde ist in Apg 2,42–46  erwähnt.
In einigen Ostertexten hält der Auferstandene ein Mahl mit seinen Jüngern, das an die Abendmahlspraxis erinnert:
- Lk 24,13–35 EU: Die Emmausjünger erkennen Jesus wieder, „als er das Brot brach“.
- Joh 21,1–13 EU: Jesus offenbart sich sieben seiner Jünger am See Genezareth und hält mit ihnen ein Mahl.

Auch andere Mahltexte in den Evangelien werden oft auf das Herrenmahl bezogen und legen diesen Bezug teils selbst in ihren Formulierungen nahe. Ein Zusammenhang der Speisungsgeschichten (Speisung der Vier- bzw. Fünftausend) mit der Eucharistie wird zwar nicht von allen Exegeten zugestanden, einige betrachten diese Episode jedoch als Ausgangspunkt einer alternativen oder auch der eigentlichen Herrenmahlüberlieferung.

### Feministisch-theologische Perspektive
Angela Standhartinger vermutet, dass die Einsetzungsworte ein Erzählfragment aus rituellen Totenklagen darstellen, die von Frauen gesungen wurden. Zunächst habe es im 1. Jahrhundert keine eindeutig festgelegten Liturgen oder Liturginnen für das Aussprechen der Einsetzungsworte gegeben. Sodann zeigt Standhartinger anhand von Kondolenzbriefen antiker Frauen auf, dass sie es als ihre religiöse und soziale Pflicht verstanden hätten, Totenklage zu üben. Totenklagen erinnerten in Liedform an Leiden und Sterben des Verstorbenen, so könnten auch die Einspeisung der Klagepsalmen Ps 22  und Psalm 69 69  in die markinische und johanneische Passionserzählungen verstanden werden. Die Ich-Rede der Einsetzungsworte fänden ihre Parallele darin, dass der Verstorbene auch in Klageliedern oder Grabinschriften der Antike üblicherweise in der ersten Person zur Sprache komme. Demnach könnten auch Brot- und Kelchworte Aussagen sein, die der Gekreuzigte im Munde einer Klangenden an die Verbleibenden richtete. Es wird resümiert, „dass von Frauen gesungene Klagelieder eine Form anbieten, in der im Kontext von dramatisch dargestellten Passionserzählungen die Einsetzungsworte erklungen sein könnten.“

### Zusammenfassung der neutestamentlichen Forschung
Zum letzten Mahl Jesu werden in der Forschung unterschiedliche Akzentuierungen und Rekonstruktionen zu den Gesten und Worten Jesu vertreten. Xavier Léon-Dufour fasste den Diskussionsstand (1993) im Lexikon für Theologie und Kirche folgendermaßen zusammen:
- Die Handlung geht in ihrer Besonderheit auf Jesus von Nazaret zurück (Heinz Schürmann). Paulus ist Zeuge einer Überlieferung, die auf das Jahr 40/42 (oder 35) zurückreicht. Zur Ausbreitung einer Legende fehlt allein schon die Zeit (Willi Marxsen). Der Bericht bezieht sich weder auf die Erscheinungsmahle z. B Lk 24,30 (Oscar Cullmann), noch auf die vorösterlichen Mahle Jesu z. B Lk 14,21 / Mk 2,15 (Ernst Lohmeyer), sondern auf das letzte Mahl vor seinem Tod. Die ätiologische Form widerspricht nicht der Realität der Handlung, die auf den historischen Jesus zurückgeht.
- Die Worte gehen im Wesentlichen auf Jesus zurück. Darüber besteht Übereinstimmung für Mk 14,25 EU und das Brotwort. Das Gleiche gilt nicht unbedingt für das zweite (kultische) Wort über den Kelch. Es stellt gegenüber dem anderen Kelchwort (Mk 14,25) eine zusätzliche Wiederholung dar. Deswegen sind hier ein Gutteil der heutigen Exegeten skeptisch.,[80] Trotzdem gibt es auch hier zahlreiche Exegeten, die es für wahrscheinlicher halten, dass auch das zweite Wort über den Kelch auf Jesus selbst zurückgeht:  Thomas Söding,[81] Knut Backhaus,[82] Ulrich Wilckens,[83] Peter Stuhlmacher.[84]

Das Jesus-Handbuch (2017) präsentiert die Jesusforschung auf dem aktuellen Stand der internationalen Diskussion. Im dortigen Kapitel über das letzte Mahl Jesu fasst Hermut Löhr zusammen: Der Bundesgedanke, der die Deuteworte prägt, ist in der sonstigen Jesustradition nicht lokalisierbar. Dieser ist auch nicht mit dem Kommen der Königsherrschaft Gottes in Verbindung zu bringen (Vogel 1996: 88–92). Diese Auffälligkeit spricht eher gegen die These, erst die nachösterliche Kirche hätte diesen Bundesgedanken aufgegriffen und in die Überlieferung vom letzten Mahl Jesu eingetragen. Somit hätte Jesus den Bund im Rahmen des letzten Mahles während des „Kreisen des Kelches“ ausgedeutet und ausgesprochen.
Eine deutliche generelle Skepsis gegenüber der Historizität der Texte spricht aus der zeitgleich mit dem Jesus-Handbuch verfassten Bestandsaufnahme im Abendmahlsartikel des Wissenschaftlichen Bibellexikons (Autorin: Karin Lehmeier), wo konstatiert wird, es müsse grundsätzlich unterschieden werden zwischen dem einen letzten Mahl Jesu und der Entstehung der regelmäßigen Feier eines besonderen, sakralen Mahls in den frühen Gemeinden. Die Einsetzung eines eigenen sakralen Mahles durch Jesus im Sinne einer Kultstiftung sei exegetisch nicht nachweisbar; der Begriff „Einsetzungsworte“ interpretiere das letzte Mahl Jesu als „Einsetzung“ eines sakramentalen Mahles aus der Perspektive einer fortgeschrittenen christlich-liturgischen Entwicklung des Abendmahles bzw. der Eucharistie.

## Das letzte Abendmahl in der Kunst

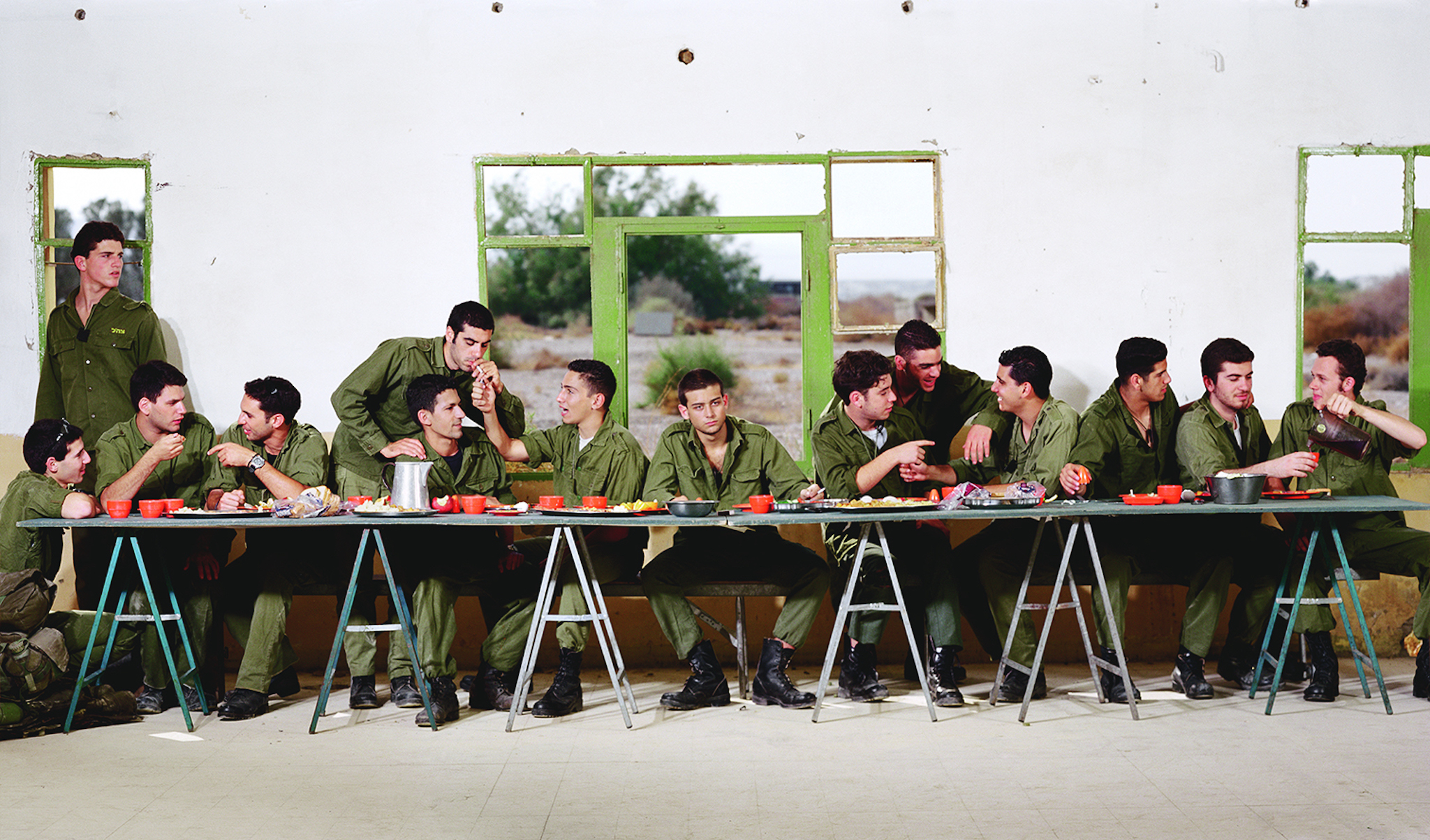
Adi Ness: Last Supper. 1999 (Israel Museum, Jerusalem)

Das Abendmahl Jesu mit seinen Jüngern wurde wiederholt in künstlerischen Darstellungen aufgegriffen.
Es gibt in italienischen Klöstern der Renaissance eine Tradition, das Refektorium mit einem Fresko des letzten Abendmahls auszugestalten. Die bekannteste derartige Ausmalung eines klösterlichen Speiseraumes ist Das Abendmahl (Cenacolo) von Leonardo da Vinci. Es wurde in vielfältiger Form bis in die Moderne zitiert und verfremdet. Weitere Beispiele:
- Sant’ Apollonia, Florenz (Andrea del Castagno)
- Ognissanti, Florenz (Domenico Ghirlandaio)
- Fuligno, Florenz (Pietro Perugino)

In der Orthodoxie werden künstlerische Darstellungen des Abendmahls Jesu (z. B. in Fresken oder als Ikonen) als „Apostelkommunion“ bezeichnet.